# Bandar Pinang Rambe
Bandar Pinang Rambe is een bestuurslaag in het regentschap Serdang Bedagai van de provincie Noord-Sumatra, Indonesië. Bandar Pinang Rambe telt 107 inwoners (volkstelling 2010).